# U-36 (1936)
U-36 — средняя немецкая подводная лодка типа VIIA, времён Второй мировой войны. Заказ на постройку был отдан 25 марта 1935 года. Лодка была заложена на верфи судостроительной компании «Germaniawerft» в Киле 2 марта 1935 год под заводским номером 559. Спущена на воду 4 ноября 1936 года. 16 декабря 1936 года принята на вооружение под командованием капитан-лейтенанта Клауса Эверта.

## История службы

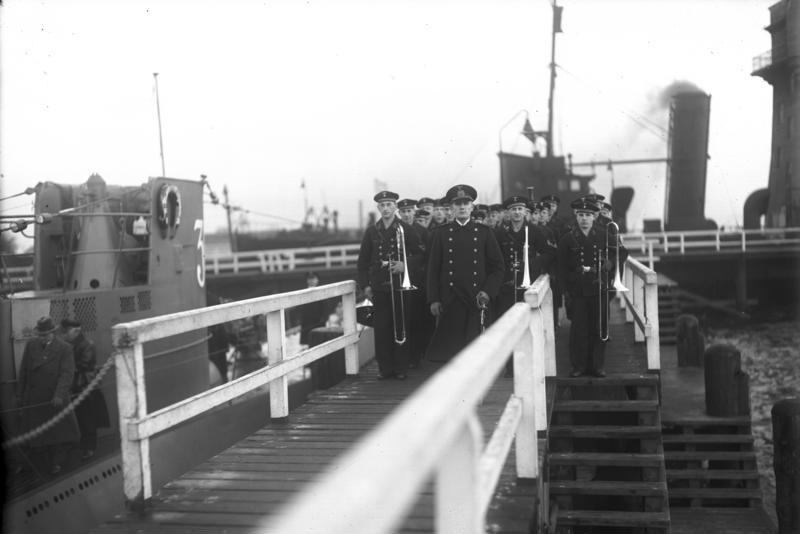
Приняние в строй U-36, 14 декабря 1936 года

Лодка совершила 2 боевых похода. Потопила 2 судна суммарным водоизмещением 2 813 брт, одно судно водоизмещением 1 617 брт захватила.

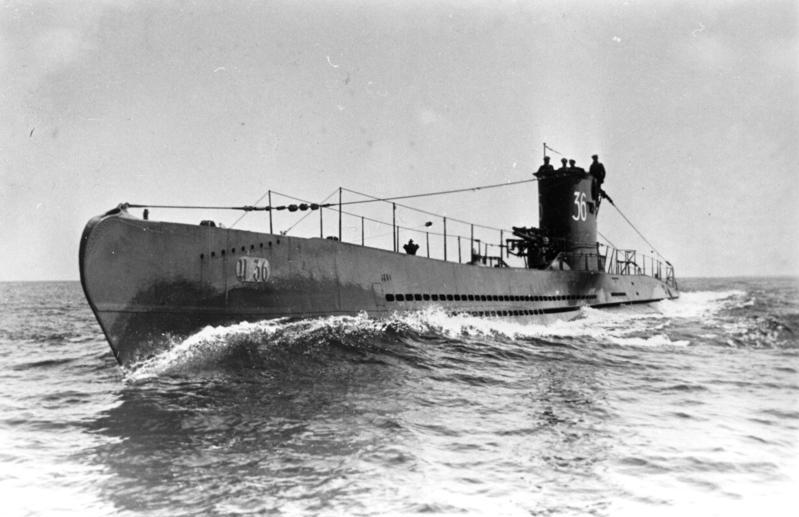
U-36 во время тренировочных упражнений в 1936 году

### 1-й поход
31 августа 1939 года лодка вышла из Вильгельмсхафена и была в море, когда началась война. 6 сентября она прибыла в Киль и на следующий день отправилась в свой первый боевой поход. Три недели она патрулировала Северное море, в надежде на встречу с кораблями, курсирующими между Британией и Скандинавией и переправляющими военные припасы. Во время этого похода лодка потопила два парохода: британский SS Truro (974 брт) и шведский SS Silesia (1839 брт) — перевозившие британские грузы.
В это же время британская подлодка HMS Seahorse торпедировала U-36, заявив о потоплении, хотя на самом деле все торпеды прошли мимо.
27 сентября Фрёлих и его команда захватили другое шведское судно — SS Algeria (1617 брт), эскортированное в Германию по окончании похода.
После этого лодка вернулась в Киль, где и оставалась до декабря.
Во время своего первого похода U-36 так же установила минное поле, на котором 29 сентября подорвалось и затонуло норвежское грузовое судно SS Solaas. По другим данным, SS Solaas было остановлено и досмотрено, а после проверки бумаг отпущено. После этого на судне обнаружилась течь, как предполагал экипаж, появившаяся в результате диверсии, которая в результате и привела к затоплению судна 28 сентября.
Так или иначе, причина течи так и не была установлена. Никто из экипажа не слышал выстрелов или взрывов, так же, как и не наблюдал каких-либо признаков торпедного запуска.

### 2-й поход

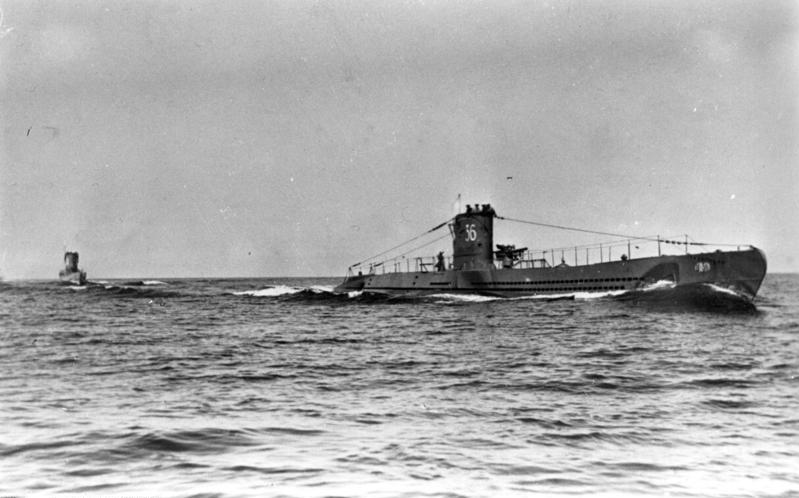
U-36 и другая немецкая ПЛ на заднем плане в море в 1936 году

17 ноября 1939 года Штаб руководства войной на море (SKL) отдало приказ U-36 и U-38 найти место для размещения Базис Норд - секретной немецкой военно-морской базы для рейдов на морские пути сообщения союзников в районе Кольского полуострова и обеспечивающиеся СССР. Эта миссия требовала кодированных сообщений, отправляемых советским военно-морским силам, патрулирующим район, с целью запроса эскорта к предполагаемому местоположению базы.
Однако U-36 так и не покинула Норвежское море. 
4 декабря 1939 года, два дня спустя выхода из Вильгельмсхафена, она была обнаружена в надводном положении возле норвежского порта Ставангер британской подлодкой HMS Salmon, которая выпустила одну торпеду по обнаруженной противнице, что и привело к потоплению U-36 вместе со всеми 40 членами экипажа на борту. Во время того же похода HMS Salmon также торпедировала лёгкие крейсера Лейпциг и Нюрнберг.
После потери U-36, U-38 проследовала на Кольский полуостров, и, успешно достигнув места назначения, завершила миссию по разведке Базис Норд.

## Атаки на лодку
17 сентября 1939 года британская подлодка HMS Seahorse выпустила по U-36 трёхторпедный залп. Германская лодка находилась в надводном положении и была неподвижна, так как производила досмотр нейтрального датского парохода. Одна из британских торпед прошла непосредственно под U-36. Ни повреждений, ни пострадавших не было.

## Командиры
- 16 декабря 1936 года — 31 октября 1938 года — Клаус Эверт.
- 1 февраля 1939 года — 4 декабря 1939 года капитан 3-го ранга — Вильгельм Фрёлих (нем. Korvettenkapitän Wilhelm Fröhlich).

## Флотилии
- 16 декабря 1936 года — 1 августа 1939 года — U-Bootschulflottille (учебная лодка)
- 1 сентября 1939 года — 4 декабря 1939 года — 2-я флотилия

## Потопленные суда
| Дата       | Тип            | Принадлежность | Дата             | Тоннаж (БРТ) | Груз                                                            | Судьба   | Место                    |
| SS Truro   | грузовое судно | Великобритания | 15 сентября 1939 | 974          | 500 тонн угля и кокса, генеральный груз, 150 тонн никеля и меди | потоплен | 58°20′ с. ш. 2°00′ в. д. |
| SS Silesia | грузовое судно | Швеция         | 25 сентября 1939 | 1 839        | лес, генеральный груз, состоящий из стали и железных болванок   | потоплен | 58°27′ с. ш. 4°05′ в. д. |
| SS Algeria | грузовое судно | Швеция         | 27 сентября 1939 | 1 617        | чугун в чушках и железные болванки                              | захвачен | 58°27′ с. ш. 4°08′ в. д. |